# نو أباد (بايين خيابان ليتكوة)
نو أباد (بالفارسية: نوآباد) هي قرية تقع في إيران في قسم بایین خیابان لیتکوة الريفي. يقدر عدد سكانها بـ 298 نسمة .